# میلوتین میلانکویچ
میلوتین میلانکویچ (به زبان اصلی: Milutin Milanković) (زاده ۲۸ می ۱۸۷۹ - مرگ ۱۲ دسامبر ۱۹۵۸)، ریاضیدان، ستاره‌شناس، هواشناس، متخصص ژئوفیزیک، استاد دانشگاه و یک مهندس عمران اهل صربستان بود. میلوتین میلانکویچ دو دستاورد اساسی برای دانش جهانی به ارمغان آورد. اولین دستاوردش "قانون کلی مجموع انرژی خورشیدی دریافت شده توسط زمین" بود که در خصوص مجموع انرژی خورشیدی دریافت شده توسط هر یک از سیارات منظومه خورشیدی از جمله زمین توضیح می‌دهد. دستاورد دوم او به توضیح تغییرات آب و هوای زمین در دراز مدت در اثر تغییر موقعیت سیاره زمین نسبت به خورشید می‌پردازد؛ و هم‌اکنون تحت عنوان چرخه‌های میلانکویچ شناخته می‌شود.
او عمدتاً به علت توسعه یکی از مهم‌ترین تئوری‌های مرتبط با حرکات زمین و تغییرات آب و هوایی طولانی مدت مشهور شده‌است. وی در سال ۱۸۷۹ در دهکده ای بنام دلج  که در حال حاضر بخشی از خاک کشور کرواسی است متولد شده‌است. وی به انستیتو فناوری وین رفته و در سال ۱۹۰۴ با درجه دکترا در علوم فنی دانش‌آموخته می‌شود. پس از یک اشتغال کوتاه مدت به عنوان مهندس ارشد در یک شرکت ساختمانی، او در سال ۱۹۰۹ به عنوان یک عضو هیأت علمی در رشته ریاضیات کاربردی در دانشگاه بلگراد پذیرفته می‌شود. او این جایگاه را تا پایان زندگی برای خودش نگاه می دارد.